# Eric (TV-serie)
Eric är en brittisk dramathrillerserie vars första säsong hade premiär på strömningstjänsten Netflix den 30 maj 2024. Serien som består av sex avsnitt är skapad av Abi Morgan och regisserad av Lucy Forbes.

## Handling
Serien handlar om Vincent som är pappa till sonen Edgar. När Edgar försvinner på 1980-talets Manhattan finner han tröst i vänskapen med ett monster, Eric, som bor under Edgars säng.

## Rollista i urval
- Benedict Cumberbatch – Vincent Anderson och Erics röst
- Ivan Morris Howe – Edgar Anderson
- Gaby Hoffmann – Cassie Anderson
- McKinley Belcher III – Michael Ledroit
- Roberta Colindrez – Ronnie
- Jeff Hephner – Richard Costello
- Wade Allain-Marcus – Alex Gator
- Mark Gillis – William Elliot
- Dan Fogler – Lennie Wilson
- Chloe Claudel – Ellis
- Clarke Peters – George Lovett
- Phoebe Nicholls – Anne Anderson
- David Denman – Cripp